# Streptocephalus zuluensis
Streptocephalus zuluensis är en kräftdjursart som beskrevs av Brendonck och Hamer 1992. Streptocephalus zuluensis ingår i släktet Streptocephalus och familjen Streptocephalidae. IUCN kategoriserar arten globalt som starkt hotad. Inga underarter finns listade i Catalogue of Life.